# Топоркова Раїса Вікторівна
Раїса Вікторівна Топоркова (18 лютого 1986) — українська пауерліфтерка. Майстер спорту України міжнародного класу.
Представляє Запорізький регіональний центр з фізичної культури і спорту інвалідів «Інваспорт». Проживає в Енергодарі. Користується інвалідним візком.

## Досягнення
- Срібна призерка в особистій першості Чемпіонату Європи 2013 року.
- Чемпіонка у вазі до 50 кг Чемпіонату світу 2014 року.
- Срібна призерка Кубку світу у 2015 році у вазі до 45 кг.
- Посіла ІІІ місце на Чемпіонаті Європи 2015 року.
- Срібна призерка в особистій першості Кубку світу 2016 року.
- Чемпіонка світу 2017 року.
- Чемпіонка світу 2018 року.
- Срібна призерка Чемпіонату Європи 2018. [2]